# Сассекс (парафія, Нью-Брансвік)
Сассекс (англ. Sussex) — парафія в Канаді, у провінції Нью-Брансвік, у складі графства Кінгс.

## Населення
За даними перепису 2016 року, парафія нараховувала 2516 осіб, показавши скорочення на 0,5%, порівняно з 2011-м роком. Середня густина населення становила 10,3 осіб/км².
З офіційних мов обидвома одночасно володіли 330 жителів, тільки англійською — 2 165. Усього 20 осіб вважали рідною мовою не одну з офіційних.
Працездатне населення становило 64,4% усього населення, рівень безробіття — 8,9% (11,5% серед чоловіків та 6,1% серед жінок). 85,9% осіб були найманими працівниками, а 12,2% — самозайнятими.
Середній дохід на особу становив $39 796 (медіана $31 664), при цьому для чоловіків — $48 008, а для жінок $30 979 (медіани — $40 832 та $25 293 відповідно).
33,7% мешканців мали закінчену шкільну освіту, не мали закінченої шкільної освіти — 21,5%, 45% мали післяшкільну освіту, з яких 25,5% мали диплом бакалавра, або вищий, 10 осіб мали вчений ступінь.
| Статево-вікова структура населення | Статево-вікова структура населення | Статево-вікова структура населення | Статево-вікова структура населення | Статево-вікова структура населення |
| ---------------------------------- | ---------------------------------- | ---------------------------------- | ---------------------------------- | ---------------------------------- |
|                                    |                                    |                                    |                                    |                                    |
| Всього                             | Всього                             | 50,8%49,2%                         |                                    |                                    |
| 0 — 14 років                       | 0 — 14 років                       |                                    | 16,9%                              | 16,9%                              |
| 15 — 64 років                      | 15 — 64 років                      |                                    | 67,1%                              | 67,1%                              |
| 65 і більше                        | 65 і більше                        |                                    | 16,1%                              | 16,1%                              |
| 85 і більше                        | 85 і більше                        |                                    | 1,6%                               | 1,6%                               |
| Середній вік (років)               | Середній вік (років)               | 41,741,9                           | 41,8                               | 41,8                               |
| Медіана (років)                    | Медіана (років)                    | 45,144,8                           | 45,0                               | 45,0                               |
| — чоловіки — жінки                 |                                    |                                    |                                    |                                    |

| Походження мешканців:     | Походження мешканців:     | Походження мешканців: | Походження мешканців: | Походження мешканців: |
| ------------------------- | ------------------------- | --------------------- | --------------------- | --------------------- |
| Походження                |                           |                       | осіб                  | %                     |
| Корінні американці        | Корінні американці        |                       | 70                    | 2.81%                 |
| Інше північноамериканське | Інше північноамериканське |                       | 1 315                 | 52.71%                |
| Європейське               | Європейське               |                       | 1 680                 | 67.33%                |
| британське                | британське                |                       | 1 550                 | 62.12%                |
| французьке                | французьке                |                       | 180                   | 7.21%                 |
| українське                | українське                |                       | 10                    | 0.4%                  |
| Латинськоамериканське     | Латинськоамериканське     |                       | 10                    | 0.4%                  |
| Африканське               | Африканське               |                       | 25                    | 1%                    |
| Азійське                  | Азійське                  |                       | 25                    | 1%                    |

| Зайнятість населення за галузями (за класифікацією NOC): | Зайнятість населення за галузями (за класифікацією NOC): | Зайнятість населення за галузями (за класифікацією NOC): | Зайнятість населення за галузями (за класифікацією NOC): | Зайнятість населення за галузями (за класифікацією NOC): |
| -------------------------------------------------------- | -------------------------------------------------------- | -------------------------------------------------------- | -------------------------------------------------------- | -------------------------------------------------------- |
|                                                          |                                                          |                                                          |                                                          |                                                          |
| Управління                                               | Управління                                               |                                                          | 11,3%                                                    | 11,3%                                                    |
| Бізнес, фінанси та адміністрування                       | Бізнес, фінанси та адміністрування                       |                                                          | 10,2%                                                    | 10,2%                                                    |
| Природничі та прикладні науки                            | Природничі та прикладні науки                            |                                                          | 4,2%                                                     | 4,2%                                                     |
| Охорона здоров'я                                         | Охорона здоров'я                                         |                                                          | 4,9%                                                     | 4,9%                                                     |
| Освіта, правозахист, муніципальні та урядові служби      | Освіта, правозахист, муніципальні та урядові служби      |                                                          | 11,7%                                                    | 11,7%                                                    |
| Мистецтво, культура, відпочинок та спорт                 | Мистецтво, культура, відпочинок та спорт                 |                                                          | 1,1%                                                     | 1,1%                                                     |
| Роздрібна торгівля та послуги                            | Роздрібна торгівля та послуги                            |                                                          | 21,5%                                                    | 21,5%                                                    |
| Гуртова торгівля, транспорт та обладнання                | Гуртова торгівля, транспорт та обладнання                |                                                          | 22,3%                                                    | 22,3%                                                    |
| Природні ресурси, сільське господарство                  | Природні ресурси, сільське господарство                  |                                                          | 7,5%                                                     | 7,5%                                                     |
| Виробництво                                              | Виробництво                                              |                                                          | 5,7%                                                     | 5,7%                                                     |

## Клімат
Середня річна температура становить 5,4°C, середня максимальна – 22,9°C, а середня мінімальна – -14,7°C. Середня річна кількість опадів – 1 192 мм.
| Клімат поселення                              | Клімат поселення | Клімат поселення | Клімат поселення | Клімат поселення | Клімат поселення | Клімат поселення | Клімат поселення | Клімат поселення | Клімат поселення | Клімат поселення | Клімат поселення | Клімат поселення | Клімат поселення |
| Показник                                      | Січ.             | Лют.             | Бер.             | Квіт.            | Трав.            | Черв.            | Лип.             | Серп.            | Вер.             | Жовт.            | Лист.            | Груд.            |                  |
| Середній максимум, °C                         | −3               | −1,77            | 3,48             | 9,75             | 16,25            | 21,10            | 22,94            | 22,18            | 17,60            | 11,77            | 6,02             | −1,27            |                  |
| Середня температура, °C                       | −8,88            | −7,64            | −2,41            | 3,89             | 10,38            | 15,25            | 18,66            | 17,88            | 13,31            | 7,50             | 1,73             | −5,54            |                  |
| Середній мінімум, °C                          | −14,73           | −13,52           | −8,26            | −1,97            | 4,51             | 9,38             | 14,38            | 13,60            | 9,04             | 3,21             | −2,54            | −9,82            |                  |
| Норма опадів, мм                              | 114              | 88               | 102              | 90               | 97               | 89               | 93               | 80               | 97               | 109              | 114              | 119              |                  |
| Середньомісячна швидкість вітру, м/с          | 3.74             | 3.74             | 3.88             | 3.80             | 3.42             | 3.00             | 2.70             | 2.58             | 2.81             | 3.20             | 3.46             | 3.72             |                  |
| Середньомісячна сонячна радіація, кДж/м²·день | 5243             | 8631             | 12173            | 15221            | 18156            | 20259            | 19963            | 17696            | 13305            | 8494             | 4997             | 4009             |                  |
| --------------------------------------------- | ---------------- | ---------------- | ---------------- | ---------------- | ---------------- | ---------------- | ---------------- | ---------------- | ---------------- | ---------------- | ---------------- | ---------------- | ---------------- |
| Джерело:                                      |                  |                  |                  |                  |                  |                  |                  |                  |                  |                  |                  |                  |                  |